# Johann Heinrich Deinhardt
Johann Heinrich Deinhardt (* 15. Juli 1805 in Niederzimmern; † 16. August 1867 in Bromberg) war ein deutscher Pädagoge.

## Leben
Aus einfachen Verhältnissen stammend, wurde Deinhardt nach dem Besuch der Dorfschule seines Heimatortes 1815 auf die Schule nach Erfurt geschickt. Anderthalb Jahre später fand er Aufnahme am Gymnasium und immatrikulierte sich 1825 an der Universität in Berlin, wo er sich dem Studium der Pädagogik widmete. 1828 trat er eine stellvertretende Stelle als Lehrer an. Anschließend wurde er als ordentlicher Lehrer am Wittenberger Gymnasium angestellt und wurde später Oberlehrer, der sich bevorzugt auf die alten Sprachen konzentrierte. Privat pflegte er nahen Umgang mit einem ausgedehnten Bekanntenkreis, insbesondere einem Freund namens Ramdohr, von dem er eine lebenslang währende Vorliebe für die Werke des Matthias Claudius übernahm. Eben dieser Ramdohr gab auch den Anlass zu Deinhardts Hochzeit am 18. Oktober 1833 mit der Schwester eines anderen Freundes, Hermann Schmidt, die eine ehemalige Schulkameradin des Fritz Reuter in Stavenhagen gewesen war. Aus dieser Ehe sollten drei Töchter hervorgehen.
Einerseits durch seine literarischen, anderseits durch seine pädagogischen Arbeiten erlangte Deinhardt die Aufmerksamkeit der Behörden, so dass ihm 1844 eine Rektorenstelle in Bromberg angeboten wurde. Er legte an der Universität Halle die Rektoratsprüfung ab und trat die Position in Bromberg an. Hier wirkte er in 23-jähriger Tätigkeit, baute diese eminent aus und schuf Stiftungen für die Töchter verstorbener Lehrer sowie für Witwen und Waisen. Zudem führte er ein glückliches Familienleben und blieb mit dem Schwager in Wittenberg freundschaftlich verbunden, wie es durch etliche gegenseitige Besuche und die nachgelassenen Briefe aus den Jahren 1846 bis 1850 belegt wird. 
Da Deinhardt sich auch politisch engagierte und die aufkeimende Demokratiebewegung unterstützte, blieben ihm weitere Berufungen nach Parchim und Anklam verwehrt. Dennoch konnte er die Behörden, die sich zeitweise von ihm abgewandt hatten, durch Erfolge als Pädagoge überzeugen und gelangte so zur Anerkennung seiner pädagogischen Arbeit. So erhielt er 1860 von der philosophischen Fakultät der Universität Berlin den Ehrendoktor und zur Krönung des Königs Wilhelm I. in Königsberg 1861 erhielt er den roten Adlerorden der vierten Klasse. Seine letzten Lebensjahre verbrachte er zurückgezogen und verstarb noch vor dem 50-jährigen Jubiläum seiner Schule. 
Pädagogisch verfolgte er die Anregung des Interesses der Schüler für die Wissenschaften, er war Gegner der körperlichen Züchtigung. Nachdem er in mehreren Aufsätzen und Büchern diverse Themen abgehandelt hatte, schlug er 1838 die Gründung einer Zeitschrift für wissenschaftliche Pädagogik vor. Auf Weisung des Kulturministers Friedrich Eichhorn entwarf er Instruktionen für den Religionsunterricht.
Deinhardt war der Onkel des Pädagogen Heinrich Marianus Deinhardt (1821–1880), auf den neben Jeanne Marie Gayette und Jan-Daniel Georgens der Begriff der Heilpädagogik zurückgeht.

## Werke
- Über die geometrische Analysis der Alten. Wittenberg 1830
- Die Konstruktion trigonometrischer Formeln mit einer bekannten Größe, als eine allgemeine Methode, die Aufgaben der Elementargeometrie zu lösen. Wittenberg 1834
- Der Gymnasial-Unterricht nach den wissenschaftlichen Anforderungen der jetzigen Zeit. 1837 (Online), (Dieses Buch wurde auch ins niederländische übersetzt unter dem Titel: Het Gymnasiale Onderwiis volgens de Wetenschappiske Eischen des Tegenwoordigen tijds door Deinhardt. Uit Het Hoogduitsch met eene Voorrede en Aanteekeningen van Mr. J. Bakker Korff. Amsterdam 1858)
- Der Begriff der Seele mit Rücksicht auf Aristoteles. Ein Versuch. Hamburg 1840, (Online)
- Beiträge zur religiösen Erkenntniß. Hamburg und Gotha 1844, (Online)
- Rede des Herrn Subrector Deinhardt. 1843 (Digitalisat)
- Über den Gegensatz des Pantheismus und des Deismus in den vorchristlichen Religionen. Bromberg 1845
- Von den Idealen mit besonderer Rücksicht auf die bildende Kunst und auf die Poesie. Bromberg 1853
- Den Begriff der Bildung, mit besonderer Berücksichtigung auf die höhere Schulbildung der Gegenwart. Bromberg 1855
- Beiträge zur Dispositionslehre. Bromberg 1858
- Der Begriff der Religion. Bromberg 1859
- Gemütsleben und Gemütsbildung. Bromberg 1861
- Über die Vernunftsgründe für die Unsterblichkeit der menschlichen Seele. Bromberg 1863
- Leben und Charakter des Wandsbecker Boten Matthias Claudius. 1864 (Online)
- Über den Inhalt und Zusammenhang von Platons Symposion. Bromberg 1865
- Von der Entwickelung des Menschen zur Willensfreiheit. Bromberg 1867. 35 S. (Progr. Bromberg Gymn.)
- Johann Heinrich Deinhardts kleine Schriften. Leipzig 1869 (Online, herausgegeben von Hermann Schmidt)